# Вила Распа (Пескара)
Вила Распа (итал. Villa Raspa) је насеље у Италији у округу Пескара, региону Абруцо.
Према процени из 2011. у насељу је живело 5059 становника. Насеље се налази на надморској висини од 23 м.